# Gare de Gardonne
La gare de Gardonne est une gare ferroviaire française de la ligne de Libourne au Buisson, située sur le territoire de la commune de Gardonne, à proximité du centre bourg, dans le département de la Dordogne en région Nouvelle-Aquitaine.
C'est une halte ferroviaire de la Société nationale des chemins de fer français (SNCF), desservie par des trains TER Nouvelle-Aquitaine.

## Situation ferroviaire
Établie à 32 m d'altitude, la gare de Gardonne est située au point kilométrique (PK) 594,390 de la ligne de Libourne au Buisson, entre les gares de Sainte-Foy-la-Grande et de Lamonzie-Saint-Martin.

## Histoire
La recette annuelle de la gare est de 26 913 francs en 1881 et de 24 278 francs en 1882.
En 2022, selon les estimations de la SNCF, la fréquentation annuelle de la gare était de 38 203 voyageurs contre 22 457 voyageurs en 2019.

## Fréquentation
La fréquentation de la gare est détaillée dans le tableau ci-dessous :
|           | 2015   | 2016   | 2017   | 2018   | 2019   | 2020   | 2021   | 2022   | 2023   |
| --------- | ------ | ------ | ------ | ------ | ------ | ------ | ------ | ------ | ------ |
| Voyageurs | 33 820 | 37 293 | 43 953 | 38 151 | 22 457 | 21 890 | 29 751 | 38 203 | 43 807 |

## Service des voyageurs

### Accueil
Halte SNCF, c'est un point d'arrêt non géré (PANG) à entrée libre. Elle est équipée d'automates pour l'achat de titres de transport.

### Desserte
Gardonne est desservie par des trains TER Nouvelle-Aquitaine qui effectuent des missions entre les gares de Bordeaux-Saint-Jean et de Bergerac ou Sarlat-la-Canéda.

### Intermodalité
Un parc pour les vélos et un parking pour les véhicules sont aménagés. 